# Великокучурівська сільська рада
Великокучу́рівська сільська́ ра́да — адміністративно-територіальна одиниця та орган місцевого самоврядування у Сторожинецькому районі Чернівецької області. Адміністративний центр — село Великий Кучурів.

## Загальні відомості
- Населення ради: 7 308 осіб (станом на 2001 рік)

## Населені пункти
Сільській раді були підпорядковані населені пункти:
- с. Великий Кучурів
- с. Годилів

## Склад ради
Рада складалася з 30 депутатів та голови.
- Голова ради: Єричук Микола Георгійович
- Секретар ради: Тодераш Інна Артемонівна

### Керівний склад попередніх скликань
| Прізвище, ім'я, по батькові | Основні відомості                                                               | Дата обрання | Дата звільнення |
| --------------------------- | ------------------------------------------------------------------------------- | ------------ | --------------- |
| Єричук Микола Георгійович   | Сільський голова, 1959 року народження, освіта середня спеціальна, безпартійний | 26.03.2006   | 31.10.2010      |
| Єричук Микола Георгійович   | Сільський голова, 1959 року народження, освіта середня спеціальна, безпартійний | 31.10.2010   |                 |

Примітка: таблиця складена за даними сайту Верховної Ради України

### Депутати
За результатами місцевих виборів 2010 року депутатами ради стали:

#### За суб'єктами висування
| Суб'єкт висування               | Кількість обраних депутатів | %   |
| ------------------------------- | --------------------------- | --- |
| Самовисування                   | 27                          | 90  |
| Політична партія «Наша Україна» | 2                           | 6,7 |
| Партія регіонів                 | 1                           | 3,3 |

#### За округами
| № округу                        | Прізвище, ім'я, по батькові     | Дата визнання обраним | Освіта             | Партійна приналежність                | Відомості про обраного депутата                                           |
| ------------------------------- | ------------------------------- | --------------------- | ------------------ | ------------------------------------- | ------------------------------------------------------------------------- |
| Партія регіонів                 |                                 |                       |                    |                                       |                                                                           |
| 15                              | Кваснюк Іван Дмитрович          | 06.11.2010            | вища               | член Партії регіонів                  | Чернівецька обласна клінічна лікарня, хірург травматологічного відділення |
| Політична партія «Наша Україна» |                                 |                       |                    |                                       |                                                                           |
| 14                              | Чепишко Олена Миколаївна        | 06.11.2010            | середня спеціальна | член Політичної партії «Наша Україна» | Великокучурівська сільська рада, секретар                                 |
| 20                              | Луківська Віра Миколаївна       | 06.11.2010            | вища               | член Політичної партії «Наша Україна» | Великокучурівська загальноосвітня школа, вчитель                          |
| Самовисування                   |                                 |                       |                    |                                       |                                                                           |
| 1                               | Тивілік Георгій Мірчович        | 02.11.2010            | вища               | позапартійний                         | Буковинська державна фінансова академія, викладач                         |
| 2                               | Дущак Наталія Прокопівна        | 06.11.2010            | середня спеціальна | позапартійна                          | тимчасово не працює                                                       |
| 3                               | Цікал Владислав Вікторович      | 06.11.2010            | середня            | позапартійний                         | Великокучурівська сільська лікарня, водій                                 |
| 4                               | Осипчук Сільва Миколаївна       | 06.11.2010            | вища               | позапартійна                          | дошкільний навчальний заклад «Малятко», вихователь                        |
| 5                               | Кердей Олег Іванович            | 02.11.2010            | вища               | позапартійний                         | приватний підприємець                                                     |
| 6                               | Настасійчук Мірча Миколайович   | 02.11.2010            | середня            | позапартійний                         | тимчасово не працює                                                       |
| 7                               | Тодераш Іван Назарович          | 02.11.2010            | середня спеціальна | позапартійний                         | Великокучурівська сільська рада, майстер-газовик                          |
| 8                               | Сушинський Василь Олександрович | 02.11.2010            | середня спеціальна | позапартійний                         | пенсіонер                                                                 |
| 9                               | Тодераш Інна Артемонівна        | 06.11.2010            | середня спеціальна | позапартійна                          | Великокучурівсько сільська рада, бухгалтер                                |
| 10                              | Чепішко Михайло Георгійович     | 02.06.2013            | середня            | позапартійний                         | приватний підприємець                                                     |
| 11                              | Гостюк Андрій Дмитрович         | 02.11.2010            | середня спеціальна | позапартійний                         | тимчасово не працює                                                       |
| 12                              | Ончуленко Михайло Васильович    | 02.11.2010            | середня            | позапартійний                         | приватний підприємець                                                     |
| 13                              | Григорчук Олександр Миколайович | 02.11.2010            | вища               | позапартійний                         | приватний підприємець                                                     |
| 16                              | Бузенко Володимир Петрович      | 06.11.2010            | середня            | позапартійний                         | тимчасово не працює                                                       |
| 17                              | Тодиренчук Микола Васильович    | 06.11.2010            | середня            | позапартійний                         | Великокучурівська сільська рада, бухгалтер                                |
| 18                              | Піцу-Балавлюк Наталія Лазарівна | 06.11.2010            | середня спеціальна | позапартійна                          | Великокучурівська сільська рада, бухгалтер                                |
| 19                              | Божескуль Іван Георгійович      | 06.11.2010            | вища               | позапартійний                         | приватний підприємець                                                     |
| 21                              | Максимюк Руслан Васильович      | 06.11.2010            | середня            | позапартійний                         | приватний підприємець                                                     |
| 22                              | Георгіца Віталій Миколайович    | 02.11.2010            | вища               | позапартійний                         | Військовий госпіталь, хірург                                              |
| 23                              | Церковний Юрій Георгійович      | 06.11.2010            | вища               | позапартійний                         | Чернівецька онкологічна лікарня, лікар-мамолог                            |
| 24                              | Ончуленко Іван Миколайович      | 02.11.2010            | середня            | позапартійний                         | приватний підприємець                                                     |
| 25                              | Сушинський Роман Михайлович     | 06.11.2010            | середня            | позапартійний                         | Будівельна фірма, маляр-штукатур                                          |
| 26                              | Свято Михайло Григорович        | 06.11.2010            | середня спеціальна | позапартійний                         | пенсіонер                                                                 |
| 27                              | Харенюк Андрій Миколайович      | 06.11.2010            | середня спеціальна | позапартійний                         | приватний підприємець                                                     |
| 28                              | Лунгул Василина Василівна       | 06.11.2010            | вища               | позапартійна                          | Годилівська загальноосвітня школа, вчитель                                |
| 29                              | Сафроній Руслан Михайлович      | 06.11.2010            | середня спеціальна | позапартійний                         | приватний підприємець                                                     |
| 30                              | Босовик Сергій Михайлович       | 02.11.2010            | вища               | позапартійний                         | Агентство нерухомості «Ваш ковчег», керівник                              |